# Kepel (Cisaga)
Kepel is een bestuurslaag in het regentschap Ciamis van de provincie West-Java, Indonesië. Kepel telt 2514 inwoners (volkstelling 2010).